# Crinodendron
Crinodendron é um género botânico pertencente à família Elaeocarpaceae. Som arbustos perinifólias natales as selvas de Chile.
1. ↑  «Crinodendron — World Flora Online». www.worldfloraonline.org. Consultado em 19 de agosto de 2020